# Parker, North Carolina
Parker är ett samhälle i Ashe County, North Carolina, vid North Carolina Highway 88. Samhället ligger 956 m ö.h..